# Ganggrab Gladsax 2

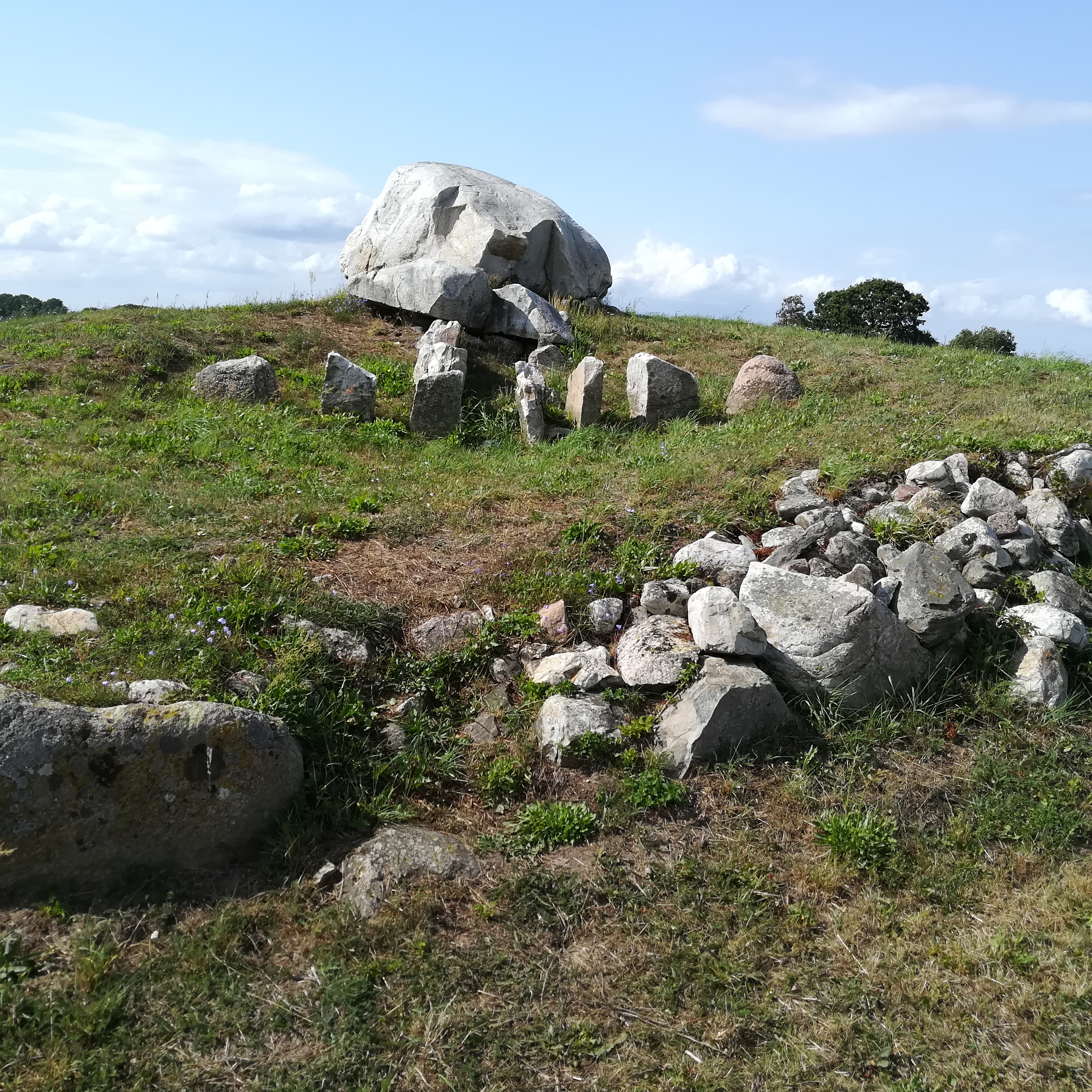
Ganggrab Stenstuan

Das Ganggrab Gladsax 2 (auch Stenstuan oder RAÄ Nr.-Gladsax 8-1) liegt an der Nebenstraße, die von Gladsax in nördlicher Richtung an die Küste nach Baskemölla führt. Gladsax liegt fünf Kilometer westlich von Simrishamn in Schonen in Schweden. Das Ganggrab ist eine Bauform jungsteinzeitlicher Megalithanlagen, die aus einer Kammer und einem baulich abgesetzten, lateralen Gang besteht. Diese Form ist primär in Dänemark, Deutschland und Skandinavien, sowie vereinzelt in Frankreich und den Niederlanden zu finden. 
Das Ganggrab (schwedisch Ganggrift) wurde etwa 3500 v. Chr. von den Trägern der Trichterbecherkultur (TBK) erbaut. Der Hügel ist nur noch 1,5 Meter hoch und 16 Meter lang. Die umherliegenden Steine wurden um den Erdhügel herum platziert. Der Gang zeigt nach Südosten und hat einige erhaltene Tragsteine. 

Ganggrab Gladsax
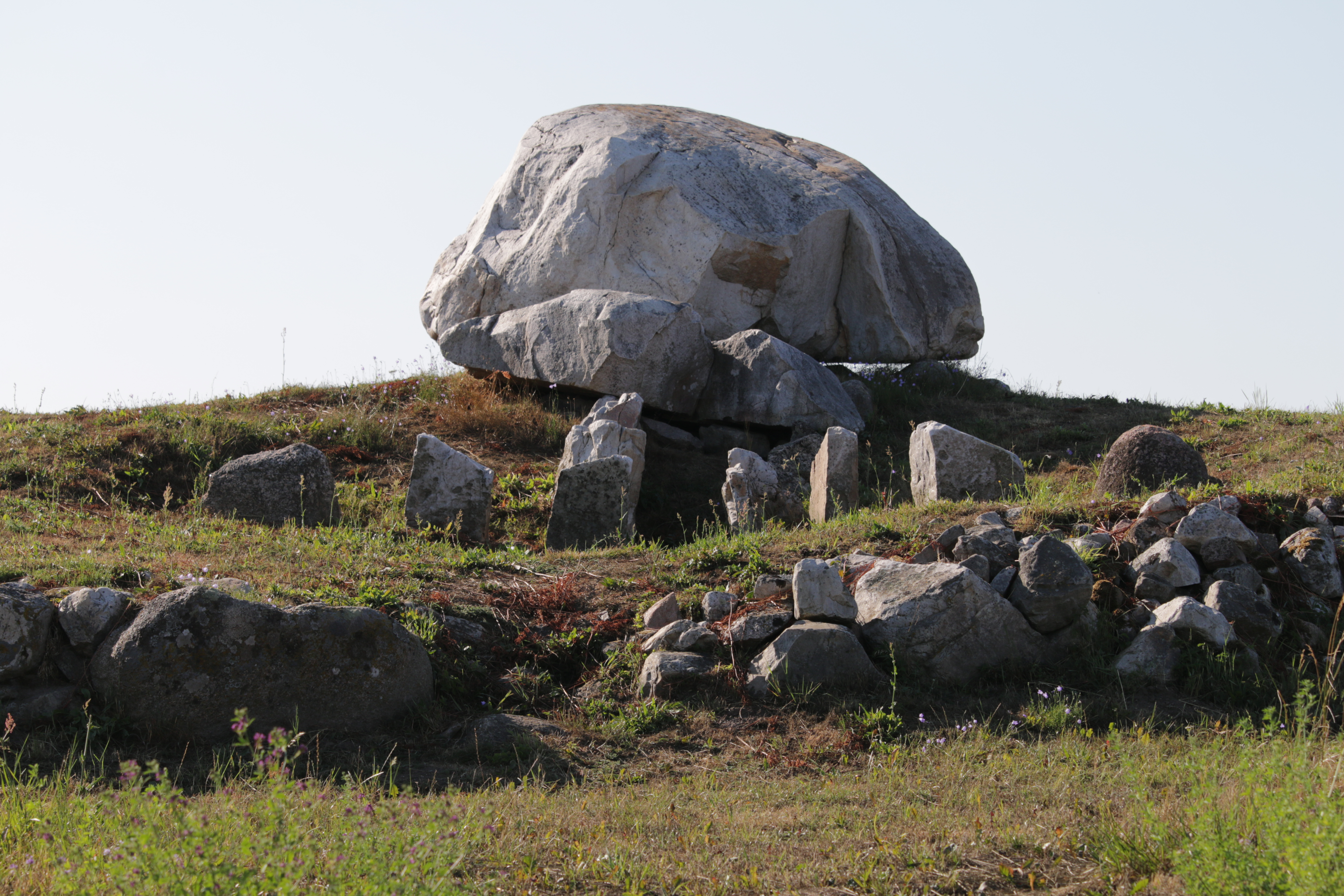
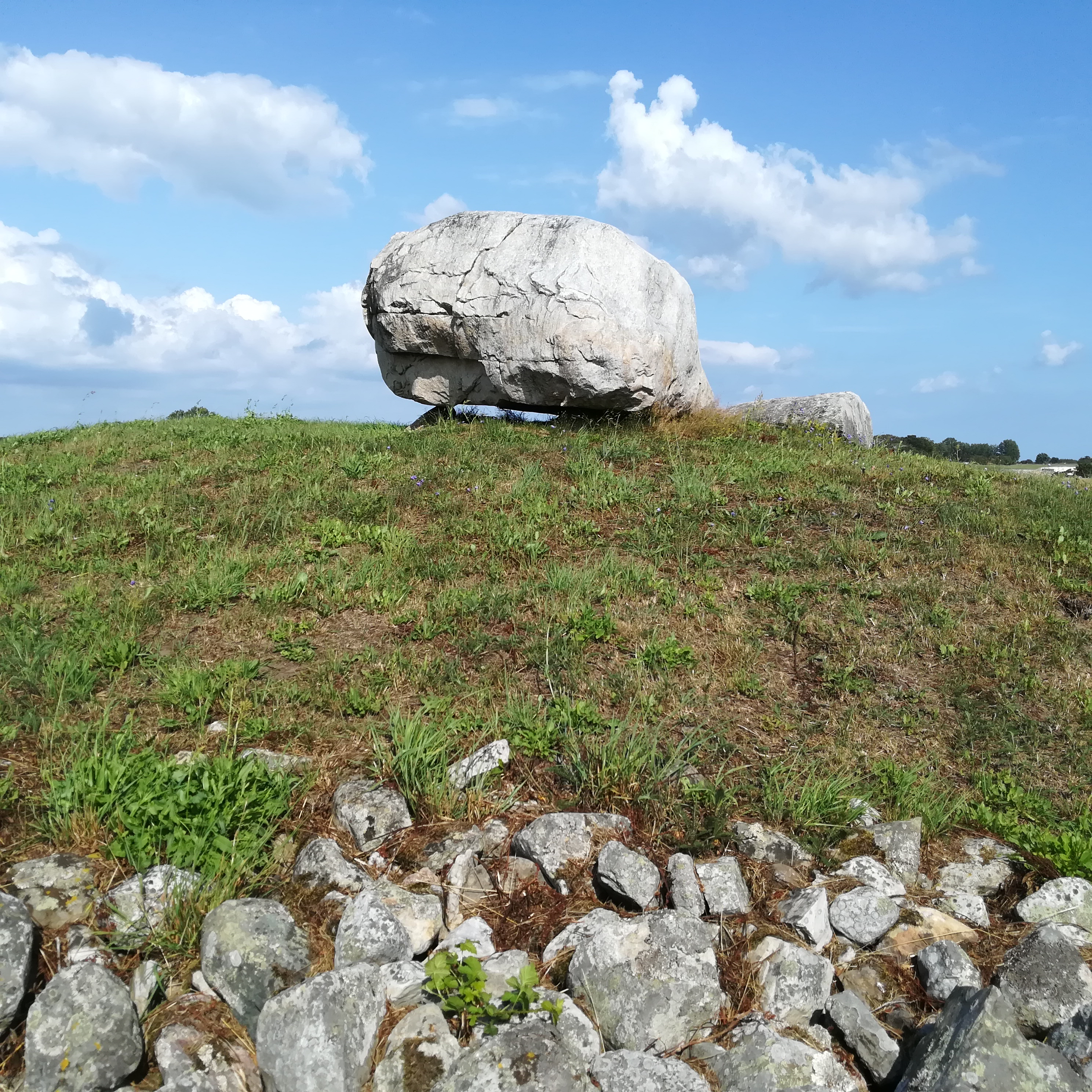
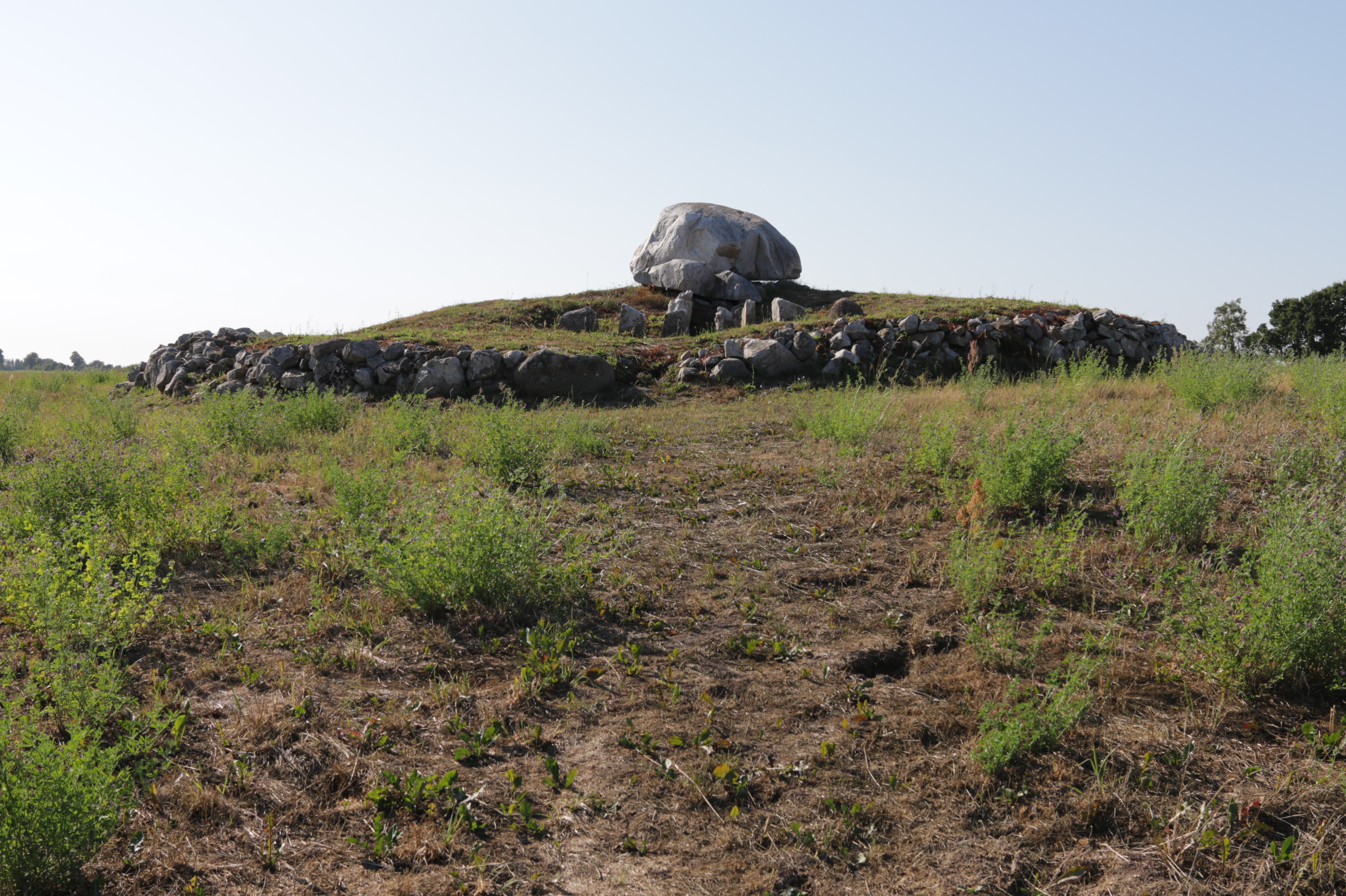

Auf dem Deckstein befinden sich bronzezeitliche Felsritzungen, die Äxte, Schiffe, ein Tier, verschiedene Symbole sowie Schälchen zeigen. 
Die 1978 ausgegrabene Megalithanlage erwies sich als ausgeraubt. Vor dem Gang wurden einige Axtfragmente und Pfeilspitzen aus Feuerstein, Bernsteinperlen und eine große Menge an Tonscherben sowie verbrannte Menschenknochen gefunden. 
In der Nähe liegt der Dolmen Jarlsdösen.